# جون دونينغ (صحفي)
جون دونينغ (بالإنجليزية: John Dunning؛ بالفرنسية: John Dunning) هو صحفي وضابط شرطة وكاتب لوكسمبورغي وأمريكي، ولد في 30 أغسطس 1918 في بلدة لايتون في الولايات المتحدة، وتوفي في 11 مارس 1990 في مدينة لوكسمبورغ في لوكسمبورغ.